# Scritti e discorsi di Enrico Berlinguer

Enrico Berlinguer

Gli scritti e i discorsi di Enrico Berlinguer si differenziano in varie tipologie testuali, dai comizi agli interventi congressuali, dai rapporti agli organismi interni del Partito Comunista Italiano e delle organizzazioni internazionali fino alle interviste giornalistiche e agli articoli. In particolare della produzione che va da fine anni sessanta – inizio anni settanta (elezione a deputato e poi a vicesegretario e segretario del PCI) fino alla morte, avvenuta nel 1984, sono state edite numerose antologie.
Lo stile oratorio di Berlinguer è stato oggetto di analisi sulle forme della comunicazione politica italiana e di uno studio che lo ha individuato come caso esemplare della retorica comunista nell'Italia repubblicana. Dal punto di vista linguistico, è stata sottolineata la sua tendenza a costruire testi strutturati in sequenze ordinate e logicamente distinte, la prosa pulita, l'assenza della ricerca di forme comunicative suasive per ottenere consenso. Il lessico del leader del PCI ha inoltre garantito un «forte lascito in parole o locuzioni (quali compromesso storico, eurocomunismo, austerità o questione morale) che a Berlinguer devono la loro nascita o almeno la loro fortuna nella lingua, nella storia e nella cultura politica del nostro Paese».

## Scritti e discorsi
- La lotta della gioventù per la democrazia (con Marisa Musu), Roma, Centro Diffusione Stampa del Pci, 1947.
- All'avanguardia della gioventù italiana. Discorso pronunciato il 6 luglio 1948 ai giovani operai di Torino, Roma, 1948.
- Tutta la gioventù in lotta per la Pace. Discorso pronunciato il 17 ottobre 1948 al Congresso dell'alleanza giovanile di Modena, Modena, Arti Grafiche Modenesi, 1948.
- Una forte FGCI per la pace, l'avvenire, l'unità della gioventù. Rapporto presentato da E. Berlinguer al comitato costitutivo nazionale della FGCI (Roma, 8-9 novembre 1949), Roma, Edizioni Gioventù nuova, 1949.
- I compiti della gioventù comunista. Rapporto presentato al 12º Congresso Nazionale della Fgci (Livorno 29 marzo-2 aprile 1950), Roma, Edizioni Gioventù Nuova, 1950.

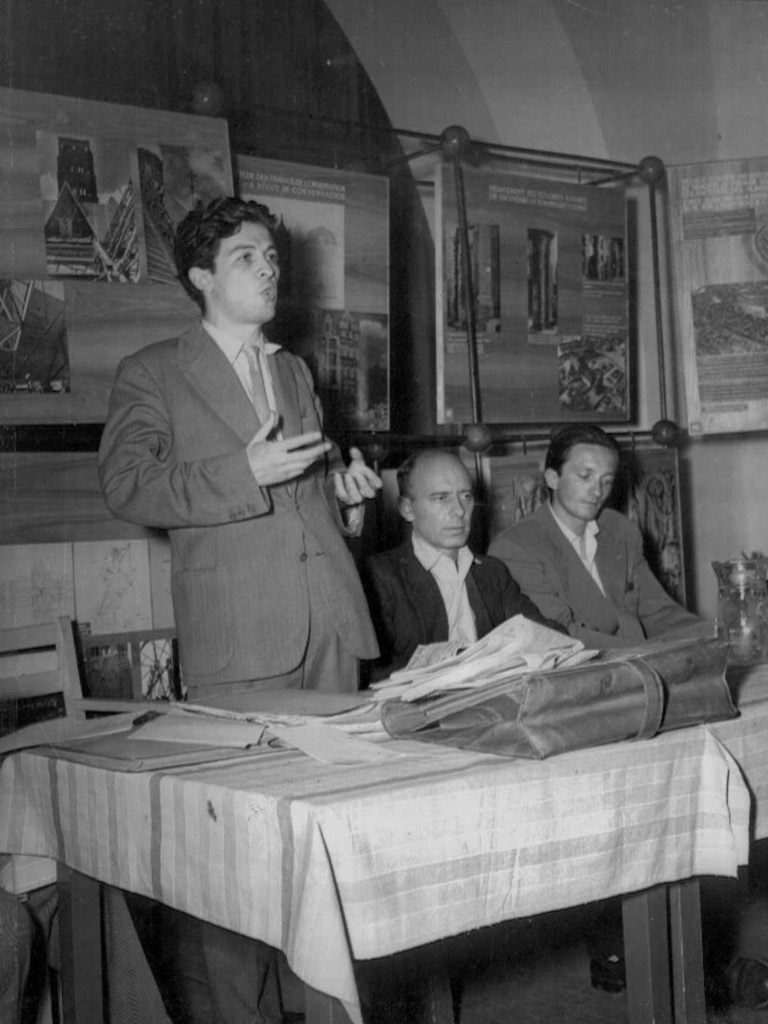
Berlinguer nel 1950 con Gian Carlo Pajetta e Ugo Pecchioli

- Impediamo al fascismo di tradire la gioventù, Roma, Edizioni Gioventù Nuova, 1950.
- Gesta ed eroi della gioventù d'Italia. 30 anni di vita della Fgci (con Ruggero Grieco), Roma, Edizioni Gioventù Nuova, 1951.
- L'unità della gioventù nel fronte del lavoro e della pace. Rapporto tenuto alla riunione del comitato centrale della Federazione Giovanile Comunista Italiana. Roma, 3-5 maggio 1951, Roma, Edizioni Gioventù Nuova, 1951.
- Un fronte patriottico della gioventù per l'indipendenza e la rinascita dell'Italia, Roma, 1952.
- Per la gioventù, per l'Italia, per il socialismo. Rapporto di Enrico Berlinguer e discorso di Pietro Secchia al Comitato centrale della Fgci per la preparazione del 13º congresso nazionale, Roma, Edizioni Gioventù Nuova, 1953.
- L'avvenire della gioventù italiana. 13º congresso nazionale della Fgci. Rapporto presentato al 13º Congresso nazionale della Federazione Giovanile Comunista Italiana, Ferrara 4-8 marzo 1953, Roma, Edizioni Gioventù Nuova, 1953.
- La collaborazione tra la gioventù comunista e la gioventù cattolica, Roma, Edizioni Gioventù Nuova, 1954.
- Le giovani comuniste per l'emancipazione della donna. Discorsi pronunciati alla Conferenza Nazionale delle ragazze comuniste. Roma, 26-28 febbraio 1954 (con Palmiro Togliatti), Roma, Edizioni Gioventù Nuova, 1954.
- Per la pace per il rinnovamento d'Italia per l'avvenire della gioventù. Relazione presentata dal compagno Enrico Berlinguer al Comitato Centrale della Fgci. Roma, 22-23 febbraio 1953, Roma, Edizioni Gioventù Nuova, 1955.
- L'apertura a sinistra e la lotta dei giovani per il loro avvenire. 14º Congresso nazionale della Fgci, Milano 23-26 giugno 1955, Roma, Edizioni Gioventù Nuova, 1955.
- La figura morale della giovane comunista. Conversazione tenuta alle ragazze comuniste di Napoli il 23 dicembre 1955, Roma, Edizioni Gioventù Nuova, 1956.
- Proselitismo e problemi attuali del rafforzamento e del rinnovamento del Partito. Rapporto alla sessione del Comitato centrale e della Commissione centrale di controllo del Pci 19-22 gennaio 1961, Roma, 1961.
- La forza, lo sviluppo e i compiti del Pci nel momento presente. Rapporto e intervento alla sessione del Comitato centrale e della Commissione centrale di controllo del Pci del 20-23 dicembre 1961 - Risoluzione, Roma, 1961.
- La forza, lo sviluppo e i compiti del Pci nel momento presente. Rapporto e intervento alla sessione del Comitato centrale e della Commissione centrale di controllo del Pci del 20-23 dicembre 1961 (con Palmiro Togliatti), Roma, SETI, 1962.
- Il contributo autonomo del Pci all'unità del movimento operaio internazionale. Rapporto alla sessione del Comitato centrale e della Commissione centrale di controllo del Pci, tenuta il 14 ottobre 1964, Roma, 1964.
- Riprendere in Italia e nel mondo l'iniziativa unitaria per la pace e la distensione. Rapporto alla sessione del Comitato centrale del Pci, tenuta il 18-19 febbraio 1965. Risoluzione, Roma, 1965.
- Una nuova unità, un forte movimento di massa per battere il governo Moro, per una nuova offensiva di pace. Rapporti e informazioni alla sessione del Comitato centrale e della Commissione centrale di controllo del Pci, tenuta il 6-7-8 luglio 1965 (con Mario Alicata e Alessandro Natta), Roma, 1965.
- Per una nuova politica interna, per la libertà e la pace nel Vietnam, per l'unità del Movimento comunista internazionale. Rapporti e conclusioni alla sessione del Comitato centrale e della Commissione centrale di controllo del PCI tenuti il 21-22-23-24 febbraio 1967. Risoluzione (con Alessandro Natta), Roma, Visigalli-Pasetti, 1967.
- L'unità del movimento operaio (con Luigi Longo), Roma, Editori Riuniti, 1968.
- La politica comunista (con Luigi Longo), Roma, Editori Riuniti, 1969.
- Attraverso un'ampia e forte discussione politica difendere e sviluppare la realtà unitaria e democratica del nostro grande partito. Relazione di Alessandro Natta e intervento conclusivo di Enrico Berlinguer. Riunione del C.C. e della C.C.C. del 13-17 ottobre 1969, Roma, Pci, 1969.
- Una nuova guida politica e la svolta che esige il paese. Discorso pronunciato alla Camera dei deputati il 9 agosto 1969, Roma, 1969.
- La Conferenza di Mosca. I problemi dell'internazionalismo oggi nel rapporto di Luigi Longo al Comitato centrale del Pci e nell'intervento di Enrico Berlinguer alla riunione di Mosca dei partiti comunisti; in appendice i documenti conclusivi della conferenza, Roma, Editori Riuniti, 1969.
- Un Partito comunista rinnovato e rafforzato per le esigenze nuove della societa italiana. Noi, i giovani e il socialismo. Relazione e conclusioni alla sessione del Cc e della Ccc del Pci svoltasi dal 14 al 16 gennaio 1970; Interventi di Luigi Longo ed Enrico Berlinguer.
- L'Emilia: la regione più avanzata d'Italia perché la più "rossa", la più comunista. Discorso pronunciato a Ferrara e Reggio Emilia il 5 e 6 aprile 1970, 1970.
- Per una nuova avanzata dei comunisti nei comuni, nelle provincie e nelle regioni. Rapporto alla sessione del C.C. e della C.C.C. del Partito Comunista Italiano tenuta dal 20 al 22 aprile 1970 (con Giorgio Napolitano), Roma, 1970.
- Sovranità nazionale nuovo sviluppo economico piena applicazione della democrazia. Discorso di Berlinguer e dichiarazione di voto di Napolitano pronunciati alla Camera nei giorni 11 e 12 agosto 1970, Roma, 1970.
- Per trasformare la società italiana per una nuova direzione del paese. Relazione e conclusioni del compagno Berlinguer alla riunione del CC del PCI dei gg. 13-15 novembre 1970; intervento del compagno Longo, Roma, 1970.
- La strategia di lotta del PCI per avanzare sulla via del socialismo, Roma, 1971.
- Una nuova politica per lo sviluppo e l'unità della Sicilia. Discorso pronunciato al Teatro Politeama di Palermo il 21 febbraio 1971, Roma, 1971.
- Per rinnovare l'Italia, per la pace, per la liberazione di tutti i popoli oppressi dall'imperialismo. Relazione e conclusione alla riunione del comitato centrale e della commissione centrale di controllo per la preparazione del 13º congresso nazionale 11-13 novembre 1971, 1971.
- Relazione al convegno di Firenze 1971 sull'università, Cronache umbre, nov.-dic. 1971.
- La politica internazionale dei comunisti italiani, Roma, Editori Riuniti, 1972.

Berlinguer al XIII Congresso del PCI nel 1972

- Per un governo di svolta democratica. Rapporto tenuto al 13º Congresso nazionale del Pci, Roma, Editori Riuniti, 1972.
- Unità operaia e popolare per un governo di svolta democratica per rinnovare l'Italia sulla via del socialismo. Relazione e conclusioni al 13º Congresso del PCI con il testo dello Statuto del Partito Comunista Italiano, Roma, Editori Riuniti, 1972.
- Sconfiggere il governo di centro-destra aprendo la via a un'alternativa democratica. Il discorso del compagno Berlinguer alla Camera nel dibattito sul ministero Andreotti - Malagodi, Roma, 1972.
- Per uscire dalla crisi un generale rinnovamento nei rapporti internazionali nello sviluppo economico nella difesa della legalità democratica. Rapporto e conclusioni alla sessione del c.c. e della c.c.c. del Pci del 7-9 febbraio 1973, 1973.
- I discorsi di Enrico Berlinguer e di Renzo Imbeni alla manifestazione nazionale degli studenti comunisti (Bologna, 28 ottobre 1973), 1973.
- Discorso pronunciato a Bologna l'11 maggio 1973 al comizio col segretario del Pcf, Georges Marchais, 1973.
- L'impronta di Togliatti nella vita del PCI, Roma, sezione centrale scuole di partito del PCI, 1973.
- Lottare per risolvere la grave crisi economica stroncare il neofascismo democratizzare lo stato. Il rapporto di Enrico Berlinguer al Comitato centrale del 26 e 27 luglio 1973 sull'impegno dei comunisti per rendere effettiva l'inversione di tendenza e per avanzare verso una svolta democratica, Roma, 1973.
- Per uscire dalla crisi. L'intervento di Enrico Berlinguer al Comitato centrale del 17-18 dicembre 1973, 1973.
- Riflessioni dopo i fatti del Cile. Tre articoli di Enrico Berlinguer, Roma, 1973. [contiene Imperialismo e coesistenza alla luce dei fatti cileni, Via democratica e violenza reazionaria, Alleanze sociali e schieramenti politici, da Rinascita n. 38, 39, 40 (1973)]
- Il nodo della crisi sta nella Dc. Relazioni e conclusioni al CC e alla CCC del PCI del 3 giugno 1974, Roma, 1974.
- La linea e le proposte dei comunisti per uscire dalla crisi e costruire un'Italia nuova. La relazione di Berlinguer in preparazione del 14º congresso, Roma, 1974.
- Per uscire dalla crisi, per costruire un'Italia nuova. Dal rapporto di Enrico Berlinguer del 10 dicembre 1974, Roma 1974.
- Il ruolo della masse femminili nella battaglia per la democrazia e il socialismo. Dal discorso di Berlinguer alla conferenza dei partiti comunisti dell'Europa capitalistica sulla condizione femminile, Roma novembre 1974, 1975.
- La proposta comunista. Relazione al Comitato Centrale e alla Commissione Centrale di Controllo del PCI in preparazione del XIV congresso, Torino, Einaudi, 1975.
- Unità del popolo per salvare l'Italia. Il testo integrale del rapporto tenuto al 14º Congresso nazionale del Partito comunista italiano, Roma, Editori Riuniti, 1975.
- La "questione comunista" (1969-1975) a cura di Antonio Tatò, Roma, Editori Riuniti, marzo 1975.[4]
- Una Spagna libera in un'Europa democratica, Roma, Editori Riuniti, 1975.
- Ordine pubblico: l'azione dei comunisti a tutela delle libertà democratiche, 1975.
- Una campagna elettorale di civile confronto per far avanzare il rinnovamento del Paese e il risanamento dello Stato. Relazione di Guido Fanti al C. C. e alla C. C. C. dell'11 aprile 1975. Il Partito subito al lavoro per il confronto elettorale. Intervento conclusivo di Enrico Berlinguer, 1975.
- Note per la preparazione dei congressi annuali delle sezioni (1975-1976), Roma, 1975.
- Governo di unita democratica e compromesso storico. Discorsi 1969-1976, Roma, Sarmi, 1976.
- Una nuova fase della lotta per lo sviluppo economico, civile e democratico del Mezzogiorno. Assemblea dei quadri comunisti meridionali di Reggio Calabria del 29-30 ottobre 1976. La relazione di Pio La Torre; le conclusioni di Enrico Berlinguer, Roma, Pci, 1976.
- Federazione bolognese del Pci (a cura di), Comunisti e cattolici. Chiarezza di principi e basi di un'intesa. Enrico Berlinguer risponde a una "lettera aperta" del vescovo di Ivrea, Bologna, Graficoop, 1977.

Enrico Berlinguer durante un comizio-alle sue spalle Antonio Tatò.

- Austerità, occasione per trasformare l'Italia. Le conclusioni al convegno degli intellettuali, Roma, 15-1-77, e alla assemblea degli operai comunisti, Milano, 30-1-77, Roma, Editori Riuniti, 1977.
- La grande avanzata comunista. Discorsi e interviste della campagna per le elezioni politiche del 20 giugno 1976, Roma, Sarmi, 1977.
- Fare emergere tutta la forza innovatrice della nostra politica di unita e di rigore. Relazione di Enrico Berlinguer ai segretari delle federazioni e dei comitati regionali sui risultati del voto amministrativo del 14 maggio 1978, Roma, a cura del PCI, 1978.
- Per l'emancipazione e la liberazione delle donne. Il discorso di Enrico Berlinguer, segretario generale del PCI al Festival de l'Unità dedicato alle donne, Arezzo 16 luglio 1978, Roma, 1978.
- L'impegno dei comunisti per la riforma dei patti agrari e la piena attuazione del programma di governo per l'agricoltura, Roma, Sezione agraria del Pci, 1978, conclusioni di Enrico Berlinguer.
- Per il socialismo nella pace e nella democrazia in Italia e in Europa. La linea strategica e programmatica dei comunisti italiani nella relazione e nelle conclusioni al 15º Congresso nazionale del PCI, Roma, Editori Riuniti, 1979.
- La nostra lotta dall'opposizione verso il governo. Una riflessione critica sulle elezioni di giugno nel rapporto e nelle conclusioni del segretario generale del PCI al Comitato centrale del 2 luglio 1979, Roma, Editori Riuniti, 1979.
- Il Pci, la crisi mondiale, l'avvenire del socialismo, la situazione italiana. Un'intervista a Enrico Berlinguer, Roma, 1980.
- Partito di massa negli anni Ottanta. I problemi del partito al Comitato centrale del PCI, 7-8 gennaio 1981 (con Giorgio Napolitano), Roma, Editori Riuniti, 1981.
- La conferenza nazionale del Pci sulla casa, Roma, 1981, conclusioni di Enrico Berlinguer.
- Per la vita, contro la morte. Dal discorso di Enrico Berlinguer alla manifestazione contro la droga organizzata dalla federazione di Ravenna e dal Comitato regionale del PCI dell'Emilia-Romagna l'8 gennaio 1983, dipartimento per la propaganda e l'informazione, 1983.
- Economia, Stato, pace: l'iniziativa e le proposte del PCI. Rapporto, conclusioni e documento politico del 16º Congresso, Roma, Editori Riuniti, 1983.

### Antologie
- Conversazioni con Berlinguer, a cura di Antonio Tatò,  Roma, Editori Riuniti, 1984.
- Un compagno che abbiamo sempre avuto vicino. Discorsi di Enrico Berlinguer alle donne, Torino, 1984
- Berlinguer parlamentare europeo, Gruppo comunista e apparentati del Parlamento europeo, 1984.
- Enrico Berlinguer. Antologia di scritti e discorsi (1969-1984), Frattocchie, Istituto Studi comunisti P. Togliatti, 1984.
- La crisi italiana. Scritti su Rinascita, Roma, Rinascita, 1985.
- Berlinguer a Livorno. Tre discorsi, Livorno, Cooperativa editrice dimensioni, 1985.
- Conversazioni con Berlinguer, a cura di Antonio Tatò, Roma, Editori Riuniti, 1985 (2ª edizione).[5]
- Idee e lotte per la pace. Raccolta d'interventi sulle questioni della pace, del disarmo e di un nuovo internazionalismo, 1979-1984, Napoli, Cuen, 1986.
- Attualità e futuro. Una scelta di scritti, discorsi, interviste di Enrico Berlinguer nel 5º anniversario della scomparsa- a cura di Antonio Tatò, Roma, l'Unità, 1989.[6][7]
- La questione morale. L'Italia d'oggi nelle parole di Enrico Berlinguer, Roma, Libera informazione, 1991.
- Berlinguer. Parole e immagini, Roma, Libera informazione, 1994.
- Discorsi parlamentari (1968-1984), Roma, Camera dei deputati, 2001.
- Pierpaolo Farina (a cura di), Casa per casa, strada per strada. La passione, il coraggio, le idee. Prefazione di Eugenio Scalfari, Milano, Melampo editore, 2013.
- Guido Liguori, Paolo Ciofi (a cura di), Enrico Berlinguer. Un'altra idea del mondo. Antologia (1969-1984), Roma, Editori Riuniti University Press, 2014.

### Raccolte
- Enrico Berlinguer et alii, Democrazia e sicurezza in Europa. La politica del PCF e del PCI verso la Comunità europea e l'unità delle masse lavoratrici, Roma, Editori Riuniti, 1973.
- Enrico Berlinguer et alii, I comunisti italiani e il Cile, Roma, Editori Riuniti, 1973.
- Enrico Berlinguer et alii, Il ruolo dei giovani comunisti. Breve storia della Fgci, Rimini-Firenze, Guaraldi, 1976.
- Armando Cossutta, I comunisti nel governo locale. La relazione e le conclusioni al primo convegno nazionale degli amministratori comunisti, Bologna 27-29 ottobre 1978, Roma, Editori Riuniti, 1978, contiene l'intervento conclusivo di Enrico Berlinguer.
- Comitato regionale del Pci siciliano (a cura di), Conferenza regionale dei comunisti siciliani con Enrico Berlinguer. 22-23 dicembre 1979, Palermo, Luxograf, 1980, con un discorso di Enrico Berlinguer.
- Luciano Gruppi, La strategia del PCI nella fase attuale. Alla luce dell'articolo di E. Berlinguer su Rinascita del 24 agosto 1979. In appendice articoli e interventi di E. Berlinguer e P. Togliatti, Roma, direzione scuole di partito del PCI, 1980.
- AA. VV., Luigi Longo: una vita per la libertà, in Il Calendario del Popolo n. 425, Milano, Teti, 1980, con testi di Enrico Berlinguer.
- Una nuova unità dell'Italia che lavora. 8º Conferenza nazionale degli operai, dei tecnici e degli impiegati comunisti, Torino, 2-3-4 luglio 1982, Roma, a cura del Dipartimento stampa, propaganda e informazione del Pci, 1982, con un intervento di Enrico Berlinguer.
- Enrico Berlinguer et alii, Il PCI e cultura di massa. L'effimero, l'associazionismo e altre cose, Roma, Savelli, 1982.
- Enrico Berlinguer et alii, Cattolici e comunisti in Italia. Dal dialogo a distanza all'impegno per il cambiamento, Roma, ADISTA, 1983.

### Prefazioni e postfazioni
- Alessandro Curzi, L'avvenire non viene da solo, Roma, Edizioni Gioventù nuova, 1949, presentazione di Enrico Berlinguer.
- Front national de liberation Sud Vietnam, Vietnam: il programma del FNL. Testo adottato dal FNL del Vietnam del Sud in un congresso straordinario tenutosi a meta agosto 1967, Roma, 1967, introduzione a cura di Enrico Berlinguer.
- Lê Duẩn, Il Vietnam e l'ottobre. Pace, rivoluzione e i più importanti problemi della strategia e della tattica del movimento internazionale di oggi in un saggio del segretario generale del Partito dei lavoratori del Vietnam, Roma, 1967, introduzione di Enrico Berlinguer.
- Antonio Gramsci, Scritti politici, Roma, l'Unità-Editori Riuniti, 1967, prefazione di Enrico Berlinguer.
- Renato Sitti (a cura di), Processo all'Eridania, Roma, Editori Riuniti, 1970, presentazione di Enrico Berlinguer.
- Palmiro Togliatti, Discorsi ai giovani, Roma, Editori Riuniti, 1971, prefazione di Enrico Berlinguer.
- Ho Chi Minh, La grande lotta, Roma, Editori Riuniti, 1972, prefazione di Enrico Berlinguer.
- Mario Melloni, A chiare note. Corsivi 1981, Roma, Editori Riuniti, 1981, prefazione di Enrico Berlinguer.
- 1982. Anno della Conferenza mondiale sulla terza età. Un futuro diverso per gli anziani. Documento nazionale del PCI, Roma, 1982, introduzione di Enrico Berlinguer.
- Mario Mencia, Il prigioniero dell'Isola dei Pini. Fidel Castro nelle carceri di Batista, Roma, Editori Riuniti, 1982, prefazione di Enrico Berlinguer.
- Pio La Torre, Le ragioni di una vita. Scritti di Pio La Torre, Bari, De Donato; Palermo, Ciclope, 1982, con intervento di Enrico Berlinguer.
- Palmiro Togliatti, Discorsi parlamentari, Roma, Camera dei deputati, 1984, prefazione di Enrico Berlinguer.
- Antonio Gramsci, La questione meridionale, Roma, Libera informazione!, 1993, introduzione di Enrico Berlinguer, suppl. al n. 24 del 24 giugno 1993 di Avvenimenti.
- Pio La Torre, Comunisti e movimento contadino in Sicilia, Roma, Editori Riuniti, 2002, in appendice: Il testo del discorso funebre per Pio La Torre e Rosario Di Salvo pronunciato da Enrico Berlinguer.

### Curatele
- Renzo Laconi, Parlamento e Costituzione, Roma, Editori Riuniti, 1969, a cura di Enrico Berlinguer e Gerardo Chiaromonte.

### False attribuzioni
- Enrico Berlinguer [falsamente attribuito a], Lettere agli eretici. Epistolario con i dirigenti della nuova sinistra italiana, 1977.